# Sean Kingston (album)
Albums de Sean Kingston
Tomorrow
(2009)
Singles
1. Beautiful Girls
Sortie : 27 mai 2007
2. Me Love
Sortie : 31 juillet 2007
3. Take You There
Sortie : 23 octobre 2007
4. There's Nothin
Sortie : 13 mars 2008

Sean Kingston est un album du chanteur du même nom. Il a collaboré avec Kardinal Offishall, Vybz Kartel, The Game, Paula De Anda, et autres... Cet album, produit entièrement par Jonathan "JR" Rotem, contient notamment des extraits de Led Zeppelin, Phil Collins, Ben E. King, ...

## Liste des titres
1. Intro
2. Kingston
3. Take You There
4. Me Love
5. Beautiful Girls
6. Dry Your Eyes
7. Got No Shorty
8. There's Nothin (featuring Paula DeAnda)
9. I Can Feel It (featuring Phil Collins)
10. Drummer Boy
11. Your Sister
12. That ain't Right
13. Change
14. Colors (featuring Kardinal Offishall & Vybz Kartel)
15. Colors (Remix) (featuring Kardinal Offishall, Vybz Kartel, The Game & Rick Ross) [piste bonus]